# Maegan Kelly
Maegan Rosa (Kansas City, Misuri, Estados Unidos, 19 de febrero de 1992) es una futbolista canadiense que juega de mediocampista para Houston Dash de la National Women's Soccer League de los Estados Unidos y la selección de Canadá.

## Estadísticas

### Clubes
| Club                        | País           | Año       |
| --------------------------- | -------------- | --------- |
| FC Kansas City              | Estados Unidos | 2014      |
| Stjarnan                    | Islandia       | 2014      |
| Åland United                | Finlandia      | 2015      |
| Apollon Limassol (femenino) | Chipre         | 2016      |
| FC Kansas City              | Estados Unidos | 2017      |
| Utah Royals                 | Estados Unidos | 2018      |
| Atalanta Mozzanica          | Italia         | 2018-2019 |
| Reign FC                    | Estados Unidos | 2019      |
| Florentia                   | Italia         | 2019-2020 |
| Houston Dash                | Estados Unidos | 2020-     |